# Xingdian (köpinghuvudort i Kina, Jiangsu Sheng, lat 32,04, long 118,44)
Xingdian är en köpinghuvudort i Kina. Den ligger i provinsen Jiangsu, i den östra delen av landet, omkring 35 kilometer väster om provinshuvudstaden Nanjing. Antalet invånare är 32 784. Befolkningen består av 16 008 kvinnor och 16 776 män. Barn under 15 år utgör 9,0 %, vuxna 15-64 år 77 %, och äldre över 65 år 12,0 %.
Runt Xingdian är det tätbefolkat, med 411 invånare per kvadratkilometer. Närmaste större samhälle är Jiangpu, 17,9 km öster om Xingdian. Trakten runt Xingdian består till största delen av jordbruksmark.
Genomsnittlig årsnederbörd är 1 293 millimeter. Den regnigaste månaden är juli, med i genomsnitt 225 mm nederbörd, och den torraste är december, med 39 mm nederbörd.